# حدرجية
الحدرجية (الاسم العلمي:Clitocybe) هي جنس من الفطريات تتبع الفصيلة الهدبانية من رتبة الغاريقونيات.

## أنواع الحدرجية
- حدرجية اجتماعية
- حدرجية الدجاج
- حدرجية إيداهو
- حدرجية أجمية
- حدرجية أرمنية
- حدرجية أليفة الجبال
- حدرجية أمريكية
- حدرجية أنديزية
- حدرجية أوريغونية
- حدرجية بحيرية
- حدرجية براونية
- حدرجية بيضاء الأوراق
- حدرجية بيضاء ناصعة
- حدرجية ثلاثية الألوان
- حدرجية ثلجية
- حدرجية ثنائية الألوان
- حدرجية خادعة
- حدرجية داكنة
- حدرجية ذات رائحة
- حدرجية رخوة
- حدرجية رقيقة
- حدرجية زنبقية
- حدرجية سبخية
- حدرجية سديمية
- حدرجية سفوح الأنديز
- حدرجية سلطانية
- حدرجية سميثية
- حدرجية سميكة
- حدرجية سوداء
- حدرجية سوداء الساق
- حدرجية سويقية
- حدرجية شوكية البذور
- حدرجية ضئيلة
- حدرجية طفيلية
- حدرجية كبريتية
- حدرجية كبيرة الأوراق
- حدرجية متبدلة
- حدرجية متسلقة
- حدرجية مخددة
- حدرجية مخططة
- حدرجية مفتوحة
- حدرجية منفية
- حدرجية ناحلة الساق
- حدرجية واهية
- حدرجية وبغية